# Rio Avon (Warwickshire)
O rio Avon é um curso de água situado nos condados de Leicestershire, Northamptonshire, Warwickshire, Worcestershire e Gloucestershire, na região das Midlands, na Inglaterra. Também é conhecido como Upper Avon, Warwickshire Avon ou Shakespeare's Avon (Avon de Shakespeare). O rio tem uma extensão total de 154 quilômetros.
Seu nome é uma anglicização da palavra galesa afon, que significa "rio".